# Wapen van Wervershoof

Het wapen van Wervershoof

Het wapen van Wervershoof stamt van 22 oktober 1817 en werd gebruikt tot 1 januari 2011, op die datum fuseerde de gemeente met de gemeentes Medemblik en Andijk.
In 1953 heeft de gemeente een nieuw wapen met daarop Sint Werenfridus aangevraagd, maar dit verzoek is afgewezen omdat er geen, aantoonbaar, historisch verband zou zijn tussen de heilige en het dorp Wervershoof.

## Geschiedenis
Voor het ontstaan van het wapen is geen eenduidige verklaring, er is een fabel dat een zekere mejuffrouw Wortel een stuk grond aan de kerk zou hebben geschonken. Ook zou de wortelteelt belangrijk zijn geweest voor het dorp. Dit laatste is echter niet juist, want ten tijde van het ontstaan van het wapen waren de meeste agrariërs actief in de veeteelt.
Wel is er zekerheid over dat Wervershoof in de middeleeuwen, in ieder geval sinds 1414, bij Medemblik hoorde. Voor 1817 behoorde Wervershoof bij de gemeente Andijk, want in dat jaar werd de nieuwe gemeente Wervershoof afgesplitst en kreeg het officieel het wapen met de drie bietwortelen. In dat jaar werd het wapen officieel door de Hoge Raad van Adel toegekend, maar in 1797 werd al gebruikgemaakt van het wapen en het was aan het begin van de 18e eeuw al bekend.

In 1953 vroeg de gemeente Wervershoof een nieuw wapen aan, de gemeente besloot hiertoe omdat de bietwortel niet in Wervershoof verbouwd wordt en het oude wapen ook geen historisch wapen was. Omdat er gezegd wordt dat de heilige Werenfridus zijn naam aan het dorp gegeven zou hebben, staat de heilige op het voorstel voor het nieuwe wapen. Voor dit wapen bestaat alleen een omschrijving: 
In zilver St. Werenfridus in natuurlijke kleur, gehuld in een lange pij van sabel: het hoofd gedekt met een kalot van hetzelfde en omgeven door een stralenkrans van goud; met opgeheven rechterhand, dragende in de linkerarm een houten kruis in natuurlijke kleur en staande op een terras van sabel.
Vrij vertaald: in zilver Sint Werenfridus in natuurlijke kleur, gehuld in een lange zwarte pij met een zwarte kalot en omgeven door een gouden stralenkrans; hij houdt zijn rechterhand omhoog en houdt in de linkerarm een houten kruis van natuurlijke kleur, hij staat op een zwarte ondergrond.
De Hoge Raad van Adel is in Nederland de instantie die beslist over het toewijzen van een nieuw gemeentelijk wapen. De Raad besloot na onderzoek het nieuwe wapen niet aan de gemeente toe te wijzen. Er waren volgens de Raad te veel bronnen die aangeven dat er geen verband bestond tussen de heilige en de naam van het dorp. De heilige was weliswaar de parochieheilige, maar dat was Sint Odulphus ook. De naam Wervershoof is mogelijk afgeleid van Wervershof, het hof van Wervert of Waever, een grootgrondbezitter.
Ook in 1965 werd een nieuw wapen aangevraagd, ditmaal door een studentendispuut. Hier is de gemeente nooit op ingegaan.

## Blazoenering
De beschrijving van het wapen van Wervershoof luidt als volgt: 
Van zilver beladen met 3 roode bietwortelen op een terras in natuurlijke kleur.
Natuurlijke kleur is in dit geval een mengeling van groen en bruin. De gemeente voerde geen kroon of schildhouders bij het wapen.